# براهویی (زهک)
براهویی (زهک)، روستایی از توابع بخش خمک شهرستان زهک در استان سیستان و بلوچستان ایران است.

## جمعیت
این روستا در دهستان خمک قرار دارد و براساس سرشماری مرکز آمار ایران در سال ۱۳۸۵، جمعیت آن ۱۱۳ نفر (۲۵خانوار) بوده‌است.